# Горка-1 (Кирилловский район)
Горка-1 — деревня в Кирилловском районе Вологодской области.
Входит в состав Чарозерского сельского поселения, с точки зрения административно-территориального деления — в Коротецкий сельсовет.
Расстояние до районного центра Кириллова по автодороге — 65,8 км, до центра муниципального образования Чарозера по прямой — 17 км. Ближайшие населённые пункты — Булыкино, Игнатьево, Бараково, Коротецкая, Ромашево, Скребино, Спелово, Марковская, Соколино, Олютинская.
По переписи 2002 года население — 7 человек.